# Cala es Portió
La cala es Portió, antigament escrit port tió, és el racó garbinenc de la platja de Tamariu. El formen dues fileres de roques que s'endinsen cap al mar i la platgeta menuda que ve a continuació. La majoria de gent coneix l'indret amb el nom de platja dels Iris (o dels Lliris) a causa de la barraca comunal de 1872, anomenada barraca els Lliris, encara en ús, que s'hi emplaça. El sector rocallós del Portió a les envistes de la Musclera es deia Sa Perica.
Orientada a l'est, té una longitud de 49 metres i una amplada mitjana de 41 metres, formada per grava de color daurat.